# Elga Andersen
Elga Andersen, pseudonimo di Elga Hymen (Dortmund, 2 febbraio 1935 – New York, 7 dicembre 1994), è stata una modella e attrice tedesca, talora accreditata come Elga Andersen-Gimbel o Helga Anderson.
Occasionalmente cantante e produttrice cinematografica, fu attiva soprattutto nel cinema francese fra il 1957 e il 1973, ed è nota al pubblico italiano per la sua interpretazione nel film Detenuto in attesa di giudizio (1971) di Nanni Loy.

## Biografia
Rimasta orfana del padre durante la seconda guerra mondiale, si avvicinò alla danza sviluppando nel contempo la conoscenza delle lingue straniere, soprattutto inglese e francese.
Diciottenne, approdò nel 1953 a Parigi per svolgere attività di interprete. Iniziò però a condurre vita da bohemienne frequentando artisti e posando per fotografie di moda. Notata dal regista André Hunebelle, debuttò nel 1957 nel cinema con il nome di Elga Hymen nel film Les Collégiennes.
Prese lezioni di canto e interpretò le canzoni del film I cannoni di Navarone (1961). Per lei Gilbert Bécaud scrisse originariamente Et maintenant (su testo di Pierre Delanoë).
In carriera interpretò, fra gli altri film, Ascensore per il patibolo (1958), in cui fu diretta da Louis Malle, I baccanali di Tiberio (1960), I guai di papà  (1964), La costa dei barbari (1964), La battaglia dei Mods (1966), Un omicidio perfetto a termine di legge  (1971), Più tardi Claire, più tardi...  (1968), Le 24 Ore di Le Mans (1971) e Il serpente (1973), suo ultimo film. Apparve anche, in fin di carriera, nella serie televisiva francese Alle soglie dell'incredibile.
Morì di cancro a 59 anni.

## Vita privata
Dopo un primo matrimonio con l'architetto parigino Christian Girard, sposò nel 1978 il regista e produttore statunitense Peter Gimbel, con il quale prese residenza negli Stati Uniti e del quale rimase vedova nel 1987. Per il marito produsse nel 1982 il documentario televisivo Andrea Doria: The Final Chapter, narrazione del suo infruttuoso tentativo di recuperare i resti del transatlantico.

## Filmografia parziale

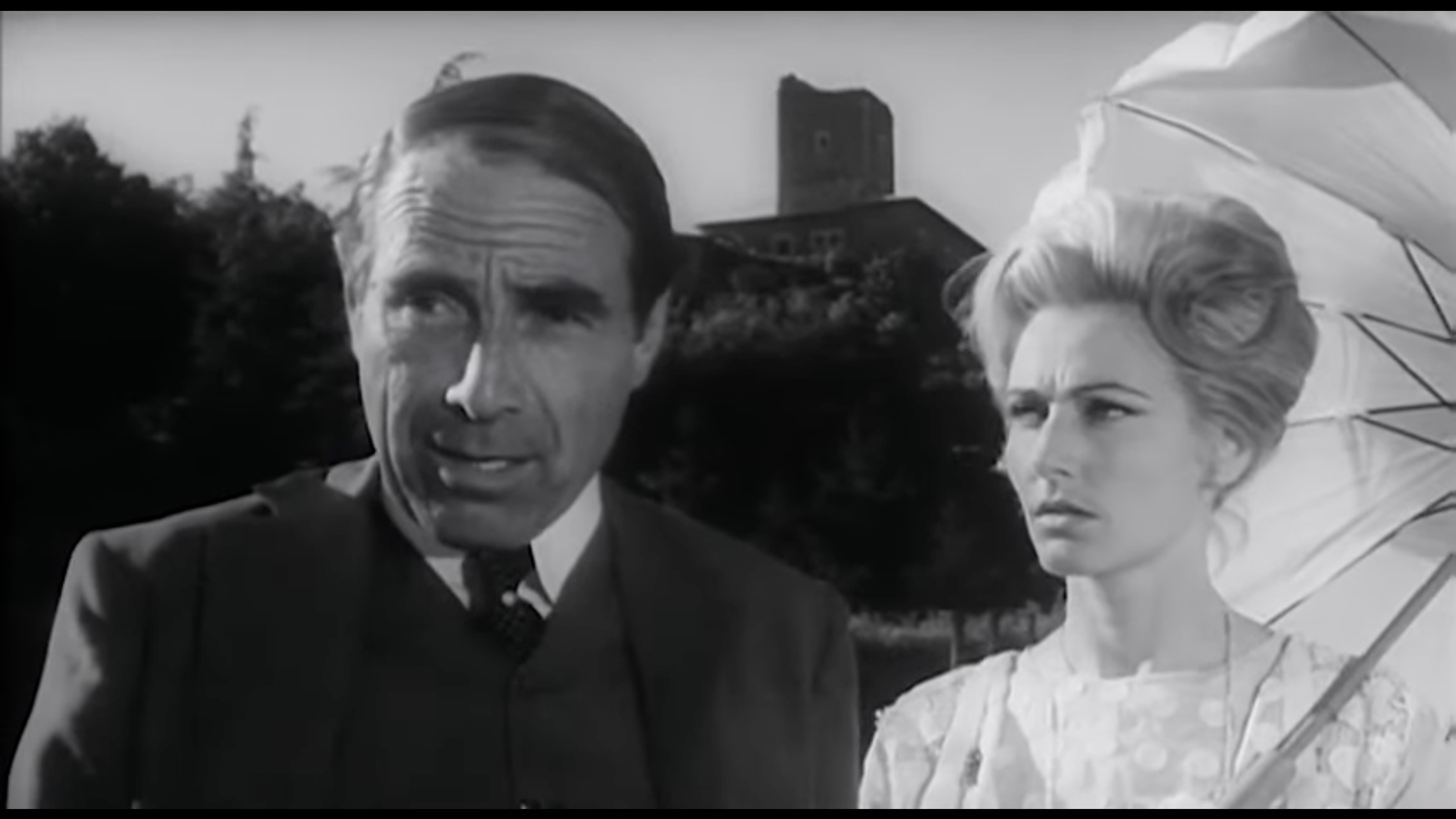
Elga Andersen con Gary Merrill nel film Più tardi Claire, più tardi... (1968)

### Cinema
- Le collegiali (Les Collégiennes), regia di André Hunebelle (1956)
- Buongiorno tristezza (Bonjour Tristesse), regia di Otto Preminger (1958)
- Ascensore per il patibolo (Ascenseur pour l'échafaud), regia di Louis Malle (1958)
- I baccanali di Tiberio, regia di Giorgio Simonelli (1960)
- Rio negro (Os Bandeirantes), regia di Marcel Camus (1960)
- Hitler non è morto (Le Monocle noir), regia di Georges Lautner (1961)
- Lo scorpione (Le Scorpion), regia di Serge Hanin (1962)
- Sparate a vista all'inafferrabile 009 (L'oeil du monocle), regia di Georges Lautner (1962)
- L'agente federale Lemmy Caution (À toi de faire... mignonne), regia di Bernard Borderie (1963)
- I guai di papà (A Global Affair), regia di Jack Arnold (1964)
- La costa dei barbari (Coast of Skeletons), regia di Robert Lynn (1964)
- La battaglia dei Mods (Crazy Baby), regia di Franco Montemurro (1966)
- Starblack, regia di Giovanni Grimaldi (1966)
- Più tardi Claire, più tardi..., regia di Brunello Rondi (1968)
- Le 24 Ore di Le Mans (Le Mans), regia di Lee H. Katzin (1971)
- Un omicidio perfetto a termine di legge, regia di Tonino Ricci (1971)
- Detenuto in attesa di giudizio, regia di Nanni Loy (1971)
- Il serpente (Le Serpent), regia di Henri Verneuil (1973)

### Televisione
- Alle soglie dell'incredibile (Aux frontières du possible) – serie TV, 10 episodi (1971-1974)